# Mittelspanisch
Das Mittelspanische, spanisch español clásico („klassisches Spanisch“), español áureo („goldenes Spanisch“), español medio oder español del Siglo de Oro („Spanisch des Goldenen Zeitalters“), ist in der Geschichte der spanischen Sprache eine Epoche des Übergangs vom Alt- zum Neuspanischen. Sie wird zwischen 1450 und 1650 datiert. In dieser Phase setzten sich viele tiefgreifende Veränderungen durch. Für das Spanische bildeten sich zwei wesentliche Varietäten heraus: zum einen das Kastilische als Normsprache im Norden und im Zentrum des Landes und zum anderen das atlantische Spanisch in Andalusien, auf den Kanarischen Inseln und in Amerika. Im Bereich der Phonologie und Morphologie hat es die meisten Veränderungen gegeben. Außerdem zeichnet sich die Epoche infolge zahlreicher Entlehnungen aus anderen europäischen und amerindischen Sprachen durch einen starken Ausbau des spanischen Wortschatzes aus.

## Die kastilische Norm und das atlantische Spanisch
Hinsichtlich der Aussprache fanden in der Nord- und Südhälfte Spaniens unterschiedliche Entwicklungen statt. Dies hing vor allem mit sprachexternen Umständen zusammen.
1561 verlegte König Philipp II. seine Residenz von Valladolid nach Madrid. Die zunächst kleine unbedeutende Stadt Madrid wuchs schnell und stieg zur Hauptstadt des Landes auf. Die zugezogene Bevölkerung kam überwiegend aus dem Norden (Burgos und andere Teile Altkastiliens), wodurch die Sprache des Hofes unter altkastilischen Einfluss geriet. Auf diese Weise wurden lautliche Merkmale des Altkastilischen Teil der Norm und breiteten sich weiter aus.
Neben Madrid gehörte Sevilla im Süden des Landes zu den bedeutendsten städtischen Zentren Spaniens. Mit Beginn des Überseehandels wurde sie das Handelszentrum zwischen Spanien und Amerika. Ihre ökonomische Bedeutung verlieh auch der Sprache hohes Ansehen. Das Prestige der sevillanischen Sprache, aber auch die geographisch entlegene Lage der Stadt begünstigten daher eine eigene lautliche Entwicklung, die mit der Hofsprache Madrids konkurrierte. Da der Seeweg nach Amerika von Sevilla über die Kanarischen Inseln führte, wurden nach einer verbreiteten Hypothese viele Merkmale des südspanischen Dialekts in die lateinamerikanischen Varietäten des Spanischen übernommen. Diego Catalán prägte hierfür den Begriff español atlántico („atlantisches Spanisch“), der das andalusische, kanarische und amerikanische Spanisch zusammenfasst. Allerdings wird diese Hypothese von einigen Forschern als zu spekulativ betrachtet und anhand erhaltener Schreibzeugnisse eher eine über Andalusien hinausgehende, weitere Verbreitung der üblicherweise als klassisch andalusisch aufgefassten Dialektmerkmale wie des Seseo im Spanischen des 16. Jahrhunderts vermutet, sodass die gängige Lehrmeinung, wonach sich in Lateinamerika der andalusische Dialekt verbreitet habe, nicht vollkommen gesichert erscheint.

## Phonologie
Die Vokale hatten sich bereits im Altspanischen herausgebildet. Im 16. und 17. Jahrhundert wurden lediglich einige lautliche Schwankungen im Vokalsystem verringert (Schließung der Vokale e und o zu i und u in Wörtern wie aleviar > aliviar „lindern“, roído > ruído „Lärm“). Tiefgreifende Umstrukturierungen gab es hingegen im Konsonantensystem. Drei wichtige Veränderungen gingen von Norden aus: die Neutralisation der Phoneme /b/ und /β/, die Verstummung des sogenannten aspirierten [h] sowie die Entwicklung der Sibilanten.

### Neutralisation der Phoneme /b/ und /β/
Im Altspanischen wurde zwischen den beiden Phonemen /b/ (z. B. bienes „Besitz, Güter“) und
/β/ (z. B. vienes „du kommst“) unterschieden. Dieser Kontrast wurde im Mittelspanischen aufgegeben. /b/ und /β/ fielen zu dem Phonem /b/ zusammen, das nun sowohl plosiv [b], als auch frikativ [β] ausgesprochen wurde. Die Neutralisation von /b/ und /β/ trat zunächst immer dann auf, wenn sie im Anlaut standen oder einem Nasallaut folgten. In diesen Fällen wurden b und v plosiv [b] ausgesprochen (z. B. un buey „ein Ochse“, un viento „eine Brise“). Später fiel die Unterscheidung auch zwischen den Vokalen weg, allerdings war die Aussprache der beiden Konsonanten hier frikativ [β] (z. B. no me baxo „ich komme nicht runter“, no me voy „ich komme nicht“). Genauso wie im heutigen Spanisch entsprachen im Mittelspanischen dem Phonem /b/ die beiden Buchstaben b und v, die je nach Position plosiv [b] oder frikativ [β] ausgesprochen wurden. Die Neutralisation setzte sich im 16. Jahrhundert durch.

### Die Entwicklung f- > /h-/ > /Ø/
Latinismen mit f- wurden auch im Altspanischen mit f- geschrieben (z. B. forte > fuerte „stark“, farina > farina „Mehl“). Ebenso war der Laut [f] gebräuchlich. Allerdings gab es neben dem [f] noch einen weiteren Laut, der mit dem Buchstaben f wiedergegeben wurde, und zwar das sogenannte aspirierte [h]. [f] wurde vor dem Laut [w], wie in [fwérte], und vor dem Phonem /r/, wie in [frío] verwendet. In allen anderen Fällen war das aspirierte [h] gebräuchlich, wie in [harína] oder [hórno]. All diese Wörter wurden aber mit f- geschrieben: fuerte „stark“, frío „kalt“, farina „Mehl“, forno „Ofen“.
Die komplementäre Verteilung der beiden Laute veränderte sich allerdings mit der wachsenden Anzahl von Latinismen seit dem 12. Jahrhundert. Dies hatte zur Folge, dass [f] auch vor Vokalen, also in all den Fällen verwendet wurde, in denen normalerweise nur das aspirierte [h] gebräuchlich war; z. B. das Wort forma, [hórma] gesprochen, bedeutete im Altspanischen „Schuhleisten“. Aus dem Lateinischen kam allerdings dasselbe Wort forma zusätzlich hinzu, das, [fórma] gesprochen, aber eine ganz andere Bedeutung hatte, nämlich „Form“.
Dieser Zustand begünstigte im Mittelspanischen eine Veränderung des Rechtschreibsystems. Seit dem Ende des 15. Jahrhunderts wurden diese Wörter auch so geschrieben, wie sie ausgesprochen wurden, wie horma (/hórma/ „Schuhleisten“) und forma (/fórma/ „Form“). Auch in anderen altspanischen Wörtern wurde das f- vor Vokal durch h- ersetzt, z. B. fijo > hijo „Sohn“, fazer > hacer „machen“, forno > horno „Ofen“, während fuerte „stark“, fuente „Quelle“ etc. die alte Rechtschreibung beibehielten. Trotz der Rechtschreibänderung wurde f- lange in der Literatur favorisiert. In der Juristensprache lässt es sich sogar noch bis ins 17. Jahrhundert hinein nachweisen; z. B. wurden fallar („ein Urteil fällen“) und hallar synonym verwendet.
Zwischen dem 13. und 16. Jahrhundert breitete sich das aspirierte [h] aus, doch ausgehend von Burgos und anderen Teilen Altkastiliens verstummte es. Obwohl der Laut ab den 1560er Jahren nicht mehr gesprochen wurde, blieb der Buchstabe in der Rechtschreibung bestehen: harina /arína/, horno /órno/ etc.

### Die Entwicklung der Sibilanten

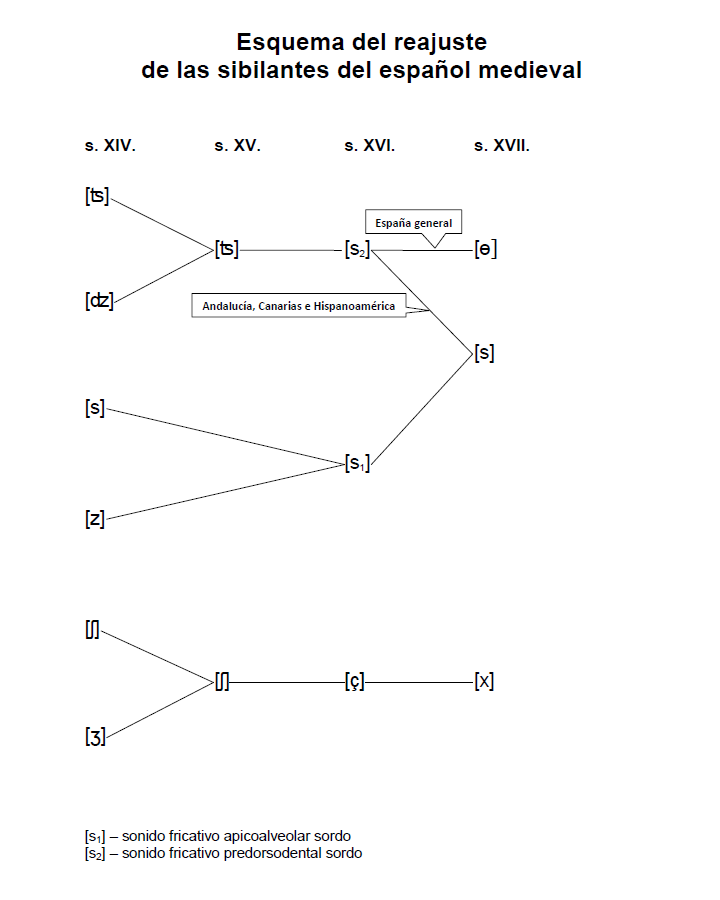
Phonetische Veränderungen der spanischen Sibilanten in der Zeit. Dargestellt ist die Entwicklung vom 14. bis 17. Jahrhundert.
[s1] = stimmloser apikoalveolarer Frikativ
[s2] = stimmloser prädorsodentaler Frikativ
Blasenlegende:
Oben: Spanien allgemein
Unten: Andalusien, Kanaren, Hispanoamerika

Im Altspanischen wurden die Zischlaute, die sogenannten Sibilanten, an drei Artikulationsorten (dental, alveolar, präpalatal) sowie auf zwei Artikulationsarten (affrikativ, frikativ) ausgesprochen. Außerdem gab es von den Affrikaten und den Frikativen je eine stimmlose und eine stimmhafte Variante:
- die dentalen Affrikaten /ts/ und /dz/

- die alveolaren Frikative /s/ und /z/

- die präpalatalen Frikative /ʃ/ und /ʒ/

Im Mittelspanischen vereinfachte sich das Sibilantensystem: Es durchlief ab dem 15. Jahrhundert drei Entwicklungsphasen.
Im ersten Schritt wurden die dentalen Affrikaten /ts/ und /dz/ zu den Frikativen /z̪/ und /s̪/, wodurch sich die Aussprache der beiden Konsonanten vereinfachte. Das Sibilantensystem umfasste somit sechs Frikative:
- die dentalen Frikative /s̪/ und /z̪/

(/s̪/: dental, wie este; /z̪/: dental, wie diez)
- die alveolaren Frikative /s/ und /z/
- die präpalatalen Frikative /ʃ/ und /ʒ/

Im zweiten Schritt wurden die stimmhaften Frikative /z̪/, /z/, und /ʒ/ desonorisiert, d. h. die stimmhaften Phoneme fielen weg und es blieben nur noch die stimmlosen Frikative /s̪/, /s/, und /ʃ/ übrig. Das Sibilantensystem wurde damit auf drei stimmlose Frikative reduziert:
- den dentalen Frikativ /s̪/

- den alveolaren Frikativ /s/

- den präpalatalen Frikativ /ʃ/

Mit der Desonorisierung waren sehr ähnliche Phoneme entstanden (/s̪/, /s/, /ʃ/), die leicht vertauscht werden konnten und viele in der Aussprache schwer unterscheidbare Minimalpaare hervorbrachten. Um die Unterscheidbarkeit von ähnlich klingenden Wörtern wie z. B. caça („Jagd“), casa („Haus“) und caxa („Kiste“) zu verbessern, wurde der lautliche Unterschied der drei Phoneme zunächst beim Sprechen stärker hervorgehoben. Darauf basierend veränderte sich in der letzten Phase der Artikulationsort zweier Phoneme: Der dentale Frikativ /s̪/ wurde zum interdentalen Frikativ /θ/ und der präpalatale Frikativ /ʃ/ zum velaren Frikativ /x/. Seit dem späten 16. Jahrhundert setzte sich diese Entwicklung bis 1650 durch. Die neue Aussprache entsprach bereits der des modernen Spanischen, auch wenn die Buchstaben z. T. noch nicht mit der heutigen Rechtschreibung übereinstimmten:
- /káθa/: Mittelspanisch: caça > modernes Spanisch: caza „Jagd“

- /kása/: Mittelspanisch: casa > modernes Spanisch: casa „Haus“
- /káxa/: Mittelspanisch: caxa > modernes Spanisch: caja „Kiste“

## Morphologie

### Pronomen
- Im Altspanischen wurde zwischen dem vertraulichen tú („du“) und dem formellen vos („Euch“) unterschieden. Im 15. Jahrhundert verlor vos seinen Status als höfliche Anrede. Es kam zur völligen Angleichung von tú und vos. An die Stelle von vos trat für die höfliche Anrede nun usted, eine Kurzform von vuestra merced („Euer Gnaden“; verschliffen zu vuesarced, voacé, vucé und schließlich usted), die mit der dritten Personalform des Verbs benutzt wird.[27]

- Vos und nos wurden als Subjektpronomen durch vosotros („ihr“) und nosotros („wir“) ersetzt. Da vos aufgrund der Gleichsetzung mit tú nur noch im Singular verwendet wurde, ersetzte man es im Plural durch vosotros (wörtlich: „ihr anderen“). Der Regelmäßigkeit halber veränderte sich auch nos zu nosotros.[28]
- Vos wurde auch als Objektpronomen durch os („euch“) ersetzt.[29]
- Die altspanische Form des Dativpronomens ge wurde in der Verbindung mit dem Akkusativpronomen lo oder la zu se umgestaltet (z. B. ge lo di > se lo di „ich gab es ihm/ihr/ihnen“).[30]
- Die Demonstrativpronomen aqueste und este („dieser“) sowie aquesse und ese („jener“) wurden jeweils synonym verwendet.[31]
- Das Relativpronomen quien war ursprünglich unveränderbar. Im Mittelspanischen nahm es im Plural die Form quienes an.[32]

### Verben
Die Konjugationen wiesen im Mittelspanischen noch immer viele Schwankungen auf. Doch bereits zu Beginn des 17. Jahrhunderts setzten sich die meisten heutigen Formen durch.
- Regularisierung der unregelmäßigen Verben der 1. Person Singular Präsens Indikativ:[33]

só > soy von ser „sein“
vo > voy von ir „gehen“
estó > estoy von estar „sich befinden“
dó > doy von dar „geben“
cayo > caigo von caer „fallen“
trayo > traigo von traer „bringen“
conosco > conozco von conocer „kennen“ etc.
- Im Altspanischen wiesen die Verbalendungen der 2. Person Plural ein intervokalisches -d- auf (z. B. cantades „ihr singt“ von cantar), das im Laufe des 15. Jahrhunderts wegfiel. An die Stelle des intervokalischen -d- trat zunächst ein Hiat (cantades > cantaes). Der Hiat wurde wiederum durch diphthongische und monophthongische Formen ersetzt, die bis etwa 1550 konkurrierten (cantaes > cantáis/cantás). Schließlich setzten sich bei den Verben auf -ar und -er die heutigen diphthongischen Formen durch.[34] Diese unterschieden sich deutlicher von denen der 2. Person Singular.[35] Nur bei den Verben auf -ir blieb die monophthongische Form erhalten (z. B. salís „ihr geht hinaus“ von salir). Verben, deren Endungen auf der drittletzten Silbe betont waren, betraf der Verlust des intervokalischen -d- zunächst nicht. Gemeint sind der Imperfekt Indikativ (cantávades, statt modern cantábais), der Imperfekt Subjunktiv (cantássedes, statt modern cantáseis), der Futur Subjunktiv (cantáredes, statt modern cantárais) sowie der Konditional (cantaríades/cantaríedes, statt modern cantaríais).[36] Diese Formen wurden so noch bis ins 17. Jahrhundert hinein in der Literatur verwendet.[37]
- Im 16. Jahrhundert kam die altspanische Trennung des Futurs noch immer vor, allerdings meist in Verbindung mit einem Objektpronomen, das sich zwischen den beiden Elementen positionierte. Im 17. Jahrhundert wurde die getrennte Variante größtenteils aufgegeben. Stattdessen entstand eine einheitliche Form, die sich aus dem Infinitiv und der Futur-Endung zusammensetzte;[38] z. B. besar te he > te besaré „ich werde dich küssen“.[39]

Auch im Konditional wurde der Infinitiv zum Wortstamm; z. B. debría > debería von deber „schulden“.
- Im späten 16. Jahrhundert regulierten sich die Wortstämme der unregelmäßigen Verben im Futur:

verné > vendré „ich werde kommen“ von venir
terné > tendré „ich werde haben“ von tener
- Die Formen hemos und avemos sowie heis und avéis des Hilfsverbs aver wurden jeweils synonym verwendet.[41]
- Das Verb ir („gehen“) wies im Subjunktiv verschiedene Formen auf. Vayamos und vamos sowie vayáis und vais wurden jeweils synonym verwendet.[42]

### Artikel
- Der Artikel fiel in Verbindung mit einem Possessivpronomen weg; z. B. la mi gloria > mi gloria „mein Ruhm“.[43]
- Die alte Form ell verschwand und wurde durch el ersetzt; z. B. ell alma > el alma „die Seele“.[44]
- La ersetzte el als femininen Artikel (z. B. el espada > la espada „das Schwert“), außer vor Wörtern mit a- im Anlaut (z. B. el altura „die Höhe“, el águila „der Adler“).[45]

## Syntax
- Im Mittelspanischen war der Leísmo weit verbreitet, d. h. der Gebrauch von le nicht nur als Dativpronomen, sondern auch anstelle von lo als Akkusativpronomen. Allerdings wurde der Leísmo vor allem im Bezug auf Personen verwendet. Für Dinge benutzte man nach wie vor lo:

le veo „ich sehe ihn“ (le veo a Juan „ich sehe Juan“: a stand nur vor dem Akkusativ)
lo veo „ich sehe es“
Der Leísmo war im Plural weniger verbreitet. In diesen Fällen setzte sich los gegen les durch.
- Die Positionierung der Objektpronomen im Satz unterschied sich von der heutigen Verwendung. Im modernen Spanisch steht das Pronomen nach dem Imperativ, dem Infinitiv und dem Gerundium. Im 16. und 17. Jahrhundert war genau das Gegenteil der Fall; z. B. Mittelspanisch: la espada me da, modernes Spanisch: dame la espada „gib mir das Schwert“.

Es gab nur zwei Ausnahmen, in denen das Pronomen nach dem Verb stand: am Satzanfang und in zusammengesetzten Zeitformen nach dem Partizip, aber nur wenn das Partizip sich nicht unmittelbar an das Hilfsverb anschloss; z. B. Yo os he sustendado a vos y sacádoos de las cárceles „Ich habe euch verteidigt und euch aus dem Gefängnis gerettet“.
- Im Altspanischen waren die beiden Verben aver und tener Synonyme. Beide bedeuteten „haben, besitzen“. Im Laufe des 16. Jahrhunderts verlor aver seine Funktion als Vollverb, sodass nur noch tener für die Bedeutung zur Verfügung stand. Aver wurde zum allgemeinen Hilfsverb in zusammengesetzten Zeitformen mit Partizip. Dabei verdrängte es das Hilfsverb ser, das bei intransitiven und reflexiven Verben verwendet wurde. Außerdem wurde das Partizip in Verbindung mit aver invariabel; z. B. son idos > han ido „sie sind gegangen“.[48]
- Die Verbform auf -ra (z. B. cantara) verwies ursprünglich auf den Plusquamperfekt Indikativ. Im Mittelspanischen kam die -ra-Form in dieser Funktion jedoch immer seltener vor und war so eigentlich nur noch in Texten zu finden. Neben der Vorzeitigkeit wurde die -ra- Form auch im Konditional verwendet, aber auch in dieser Funktion begrenzt. Anders als im Indikativ und im Konditional setzte sich die -ra-Form allerdings im Subjunktiv durch. Sie wurde synonym mit der -se-Form im Imperfekt Subjunktiv. Noch heute existieren beide Formen parallel; z. B. si pudiera/pudiese, lo haría „wenn ich könnte, würde ich es tun“.[49]
- Bis ins 17. Jahrhundert hinein gab es keine Funktionsteilung zwischen ser und estar. Beide Verben wurden gleichermaßen in Ortsangaben (es/está aquí „er ist hier“) und im Passiv (es/está escrito „es steht geschrieben“) verwendet.[50]
- Seit dem späten Mittelalter wurden viele Latinismen in die spanische Sprache übernommen. Dazu zählten auch syntaktische Entlehnungen; z. B. setzten einige Autoren in ihren Texten das Verb an das Satzende.[51]

## Lexik
Kulturelle, politische und militärische Kontakte mit den Nachbarländern sorgten für zahlreiche Entlehnungen aus den europäischen Sprachen in den spanischen Wortschatz.
- Die von Italien ausgehende Renaissance gelangte zusammen mit den humanistischen Ideen im späten Mittelalter nach Spanien. Dies führte zu einer intensiven Beschäftigung mit der griechischen und römischen Antike.[52] Folge dieser Kulturströmung waren zahlreiche Entlehnungen aus dem Italienischen, dem Lateinischen und Griechischen. Das Italienische lieferte überwiegend Begriffe aus der Kunst und Literatur.[53] Besonders zahlreich waren Entlehnungen aus dem Lateinischen.[54] Die Gräzismen beziehen sich überwiegend auf verschiedene Wissenschaftsbereiche.[55]

Italianismen: busto „Büste“, diseño „Entwurf“, modelo „Modell“, balcón „Balkon“, fachada „Fassade“, piano „Klavier“, concierto „Konzert“, novela „Roman“, soneta „Sonett“ etc.
Latinismen: ambición „Ehrgeiz“, aplauso „Beifall“, concepto „Konzept“, decoro „Anstand“, emular „nacheifern“, inmóvil „bewegungslos“, superstición „Aberglaube“ etc.
Gräzismen: dosis „Dosis“, esqueleto „Skelett“, síntoma „Symptom“, elipse „Ellipse“, geografía „Geographie“, horizonte „Horizont“, democracia „Demokratie“, economía „Wirtschaft“ etc.
- Aus dem Französischen sind viele Wörter aus dem Bereich des Hoflebens entlehnt:

dama „Dame“, paje „Page“, gala „(festliche) Kleider“, moda „Mode“, jardín „Garten“, parque „Park“, sumiller „Palastbeamter“ etc.
Im Laufe kriegerischer Auseinandersetzungen wurden außerdem sämtliche militärische Begriffe übernommen:
barricada „Barrikade“, batallón „Bataillon“, calibre „Kaliber“, coronel „Oberst“, tropa „Truppe“ etc.
- Obwohl Portugal und Spanien unmittelbar miteinander benachbart sind, wurden relativ wenige Wörter aus dem Portugiesischen entlehnt. Darunter beziehen sich die meisten auf das Meer und die Seefahrt:

buzo „Taucher“, cachalote „Pottwal“, cantil „Felsenriff“, garúa „Nebel“, monzón „Monsun“, ostra „Auster“, pleamar „Flut“ etc.
Aus dem Portugiesischen stammen weiterhin:
mermelada „Marmelade“, enfadarse „wütend werden“, ledo „fröhlich“, afeitar „rasieren“ etc.
Mit der Eroberung und Kolonisation Amerikas gelangten viele entlehnte Wörter aus den amerindischen Sprachen in den spanischen Wortschatz. Dabei handelt es sich vor allem um Namen für die Völker und Stämme, die Tiere und Pflanzen und andere Dinge der Neuen Welt, die die Europäer bis dahin noch nicht kannten. Die meisten Entlehnungen stammen aus den Sprachen der Karibik, Carib und Arawak, dem Nahuatl (Mexiko) und dem Quechua (Andenraum).
- Carib: caníbal „Kannibale“, loro „Papagei“, mico „Affe“ etc.[64]
- Arawak: bohío „Strohhütte“, cacique „Häuptling“, canoa „Kanu“, huracán „Orkan“ etc.[65]
- Nahuatl: aguacate „Avocado“, cacao „Kakao“, chicle „Kaugummi“, coyote „Kojote“, chocolate „Schokolade“,    tomate „Tomate“ etc.[66]
- Quechua: alpaca „Alpaka“, cóndor „Kondor“, llama „Lama“, soroche „Höhenkrankheit“ etc.[67]